# Qaemshahr
Qā'emshahr o Qaemshahr (farsi قائم‌شهر) è il capoluogo dello shahrestān di Qaemshahr, circoscrizione Centrale, nella provincia del Mazandaran in Iran. Aveva, nel 2006, una popolazione di 174.246 abitanti. La città, che si chiamava anticamente Ali Abad, e poi Shahi dal 1935 al 1979, si trova a sud-ovest di Sari.